# Les Fonderies d'acier
Cet article concerne une œuvre musicale. Pour les usines sidérurgiques, voir fonderie et acier.
Les Fonderies d'acier (titre original en russe : Завод: музыка машин, « zavod: muzyka-mashin » ; en français : Usine : musique mécanique) op. 19 est un mouvement symphonique tiré du ballet L'Acier d'Alexandre Mossolov composé entre 1926 et 1927. 
Cette pièce expressionniste de quatre minutes qui traduit la puissance mécanique des machines a fait la renommée de son auteur. C'est l'œuvre la plus connue du compositeur soviétique et l'un des premiers exemples de musique futuriste. Premier et seul mouvement restant de la suite de ballet Stal (Acier), En prison, Au bal et Au square étant perdus, Les Fonderies d'Acier est joué comme une pièce orchestrale autonome.

## Contexte
Les Fonderies d'acier sont un produit de leur temps. Après la révolution russe de 1917, la musique romantique, bien que non interdite, perd de son prestige et devient un vestige de l'ancienne classe dirigeante pendant que les idées expérimentales et révolutionnaires prospèrent. En 1923 est fondée l'Association pour la musique contemporaine pour les compositeurs d'avant-garde. Mossolov, son professeur Nikolaï Miaskovski, Dmitri Chostakovitch et d'autres compositeurs la rejoignent.
Vladimir Jankélévitch considère les œuvres de cette période : « On entend dans le ballet d'acier la percussion brutale des marteaux comme on entend des coups de canon dans la Symphonie no 11 de Chostakovitch et des klaxons d'automobile chez Gershwin, comme on entend le ronflement des moteurs dans la Fonderie d'acier de Mossolov ; le vacarme atonal des machines retentit tel quel chez ces précurseurs de la vraie musique « concrète » ».

## Historique
Les Fonderies d'acier sont originellement composées pour le ballet L'Acier sur un livret d'Inna Tchernetskaïa (ru) qui n'a finalement jamais été monté. La pièce est en revanche présentée comme premier mouvement de la suite orchestrale du ballet et créée à Moscou le 4 décembre 1927 lors du concert de l'Association pour la musique contemporaine commémorant le dixième anniversaire de la révolution russe. Le même concert présentait la deuxième symphonie de Dmitri Chostakovitch, la cantate Octobre de Nikolaï Roslavets et le Prologue de Léonide Polovinkine,. 
La composition de Mossolov est exécutée le 6 septembre 1930, lors du huitième festival de la Société internationale pour la musique contemporaine à Liège, où elle est acclamée par la critique : « Nous avons là [...] une sorte de thème lyrique, le chant de l'acier, ou bien de l'homme, le maître de forges [...] C'est une idée essentiellement musicale portée avec conviction et, comme pièce conclusive d'un programme orchestral, elle mérite de devenir populaire. »
À l'Hollywood Bowl en 1931, Les Fonderies d'acier sont utilisées pour la musique du ballet d'Adolph Bolm, The Spirit of the Factory — également connu comme Ballet mécanique (à ne pas confondre avec la composition de 1924 de George Antheil), Mechanical Ballet ou The Iron Foundry — reçu avec « de vibrantes ovations, des commentaires enthousiastes et une ardente exigence » pour un bis. C'était la première fois que Les Fonderies d'acier étaient exécutées pour une représentation scénique ; bien que ce fût l'intention originale, elles n'ont jamais été jouées pour le ballet L'Acier qui n'a jamais été monté.
Metallica a joué cette pièce avec l'Orchestre symphonique de San Francisco, lors de leurs concerts S&M2 au Chase Center de San Francisco les 6 et 8 septembre 2019.

## Instrumentation
Trois flûtes (dont piccolo), deux hautbois, un cor anglais, trois clarinettes (dont clarinette basse), deux bassons, un contrebasson, quatre cors, trois trompettes, trois trombones, un tuba, timbales, caisse claire, grosse caisse, cymbales, tam-tam, tôle d'acier, cordes.

## Analyse
La pièce est écrite dans une forme ternaire. Elle commence avec un allegro composé de brèves figures (en) chromatiques circulant à travers l'orchestre et se développant lentement en trio puis retournant à l'allegro du début dans la coda. De cette manière, Mossolov « coordonne les rythmes mécanistes en groupes orchestraux spécifiques travaillant ensemble comme les rouages d'une machine bien huilée ». Contrairement à George Antheil qui utilise des éléments mécaniques pour atteindre ses objectifs musicaux dans son Ballet mécanique, Mossolov utilise un orchestre en direct pour créer un son semblable à celui d'une usine.

### Introduction
La pièce débute comme la représentation de la mise en route de la machine, avec des coups de timbales et des figures répétitives qui commencent avec quelques instruments auxquels, mesure après mesure, se joignent les autres pour finir par suggérer le son d'une usine au travail. À la vingt-septième mesure, les instruments qui se chevauchent créent un son délibérément mécanique dominé par les cors qui jouent le thème principal de la pièce. 

### Trio
Dans le trio, la machine s'arrête soudainement. Les vents et la caisse claire s'avancent vers un échange syncopé entre les cuivres et les vents et marqué par la grosse caisse et les timbales. Cela donne lieu à un motif de timbale stable, semblable à une marche, qui ramène l'orchestre à l'atmosphère du début. 

### Coda
Maintenant, la machine est revenue à sa pleine puissance. Les idées musicales de l'introduction sont réintroduites, et le piccolo et la tôle métallique sont ajoutés à la texture. Certaines interprétations, notamment celle de l'Orchestre royal du Concertgebouw, traduisent la partie de tôle métallique par l'association d'une tôle et d'une enclume avec des frappes sur l'enclume à chaque temps comme indiqué par les accents verticaux. Cependant le conducteur publié par Edwin F. Kalmus (en) indique dans une note que la tôle doit être mise en vibration à chaque accent vertical et vibrer naturellement entre les temps. Les dix dernières mesures de la pièce s'accélèrent et s'intensifient jusqu'à l'avant-dernière mesure, où la plupart des instruments disparaissent. Le cor et la trompette jouent une brève figure et l'orchestre revient mettre fin à la pièce avec un finale sforzando.

### Discographie
- Alexandre Mossolov, Steel foundry : from "Symphony of machines", et al., Orchestre symphonique de Paris, Julius Ehrlich (dir), Londres, Columbia Graphophone Co, 1933, Columbia LB17, E 301914, E 301915 (BNF 37831967)
- Alexandre Mossolov, Fonderie d'acier : musique de machines, et al., Grand orchestre symphonique, Julius Ehrlich (dir.), Paris, Pathé, 1933, Pathé X 96300, X 96301 (BNF 38293185)
- Alexandre Mossolov, Music of the machines, et al., EIAR symphony orchestra, Victor de Sabata (dir.), Toronto, Ont.Rococo records, 196., collection « Famous voices of the past », Rococo 2075, (BNF 38019176)
- Alexandre Mossolov, The music of Alexander Mosolov, et al., USSR symphony orchestra, Ievgueni Svetlanov  (dir.), Moscou K9, Melodiâ ; Arles, Harmonia Mundi France, 1991, Melodiâ MCD176 (BNF 38200534)
- Alexandre Mossolov, Iron foundry, et al., Royal Concertgebouw Orchestra, Riccardo Chailly (dir.) Londres, Decca record company ; Antony, Polygram. Division Barclay, 1994, Decca 4366402 : BA 925 (BNF 38284576)
- Alexandre Mossolov, Zavod, op. 19, et al., Symphonic orchestra of Russia, Mark Gorenstein (en) (dir.), Paris, Le Chant du Monde ; Arles, Harmonia Mundi France, 1998, enregistrement Moscou, Studios de Mosfilm, 19961200, Saison russe RUS288149 (BNF 38405377)
- Alexandre Mossolov : Les fonderies d'acier op. 19 par l'orchestre symphonique d'URSS sous la direction d'Ievgueni Svetlanov (enregistré à Moscou en 1975, Melodiya, 1998, collection « Musica non grata », CD 74321 56263 2)